# 티부로네스 델 라 구아이라
티부로네스 델 라 구아이라 (Tiburones de La Guaira)는 베네수엘라 라 구아이라에 위치한 프로 야구팀이다. 베네수엘라 프로페셔널 베이스볼 리그 소속이며, 에스타디오 유니버시타리오 야구장을 홈구장으로 사용하고 있다. 리그 7회 우승 기록을 보유하고 있다.

## 야구단 정보
| 투수   | 26 알베르토 바스타르도 · 20 안토니 오르테가 · -- 브라이언 S. 오모그로소 · 50 엔리크 곤잘레스 · 57 프란치스코 로드리게스 · -- 그레고리 인판테 · 35 존 링크 · 60 죠셉 오티즈 · 25 주니어 게레라 · 77 저스틴 프렌드 · 64 마이클 토리알바 · -- 파올로 에스피노 · -- 라파엘 수아레즈 · -- 세르히오 에스칼로나 · -- 셰이론 마르티스 · -- 스투아르트 포메렌즈 · -- 비아네이 마요 · -- 잭 크로엔케 |
| 포수   | 16 에드윈 벨로린 · -- 엑토르 산체스 · 17 로스멜 페레즈 |
| 내야수 | -- 알렉스 카브레라 · 2 에드아르도 에스코바르 · 21 에하이어 아드리안자 · 20 미겔 로하스 · -- 레이너 오르메도 · -- 레니 오수나 |
| 외야수 | 35 세사르 수아레즈 · -- 다비드 파이세노 · 9 그레고르 블랑코 · -- 하이메 R. 호프먼 · -- 호세 마르티네즈 · 12 오스카 살라자르 · 63 라파엘 알바레즈 |

## 같이 보기
- 베네수엘라 프로페셔널 베이스볼 리그